# P29
Le Boltenhagen (GS09) était un dragueur de mines de la classe Kondor I, construit en Allemagne de l'Est. Après la dissolution de la Volksmarine, il rejoignit la flotte de l'Allemagne réunifiée. Il fut vendu à Malte en 1997 et rebaptisé P29 pour être utilisé comme patrouilleur. Après avoir été désarmé, il fut sabordé en 2007 aux abords de Ċirkewwa, pour servir de récif artificiel à proximité de l'épave du Rozi.

## Histoire

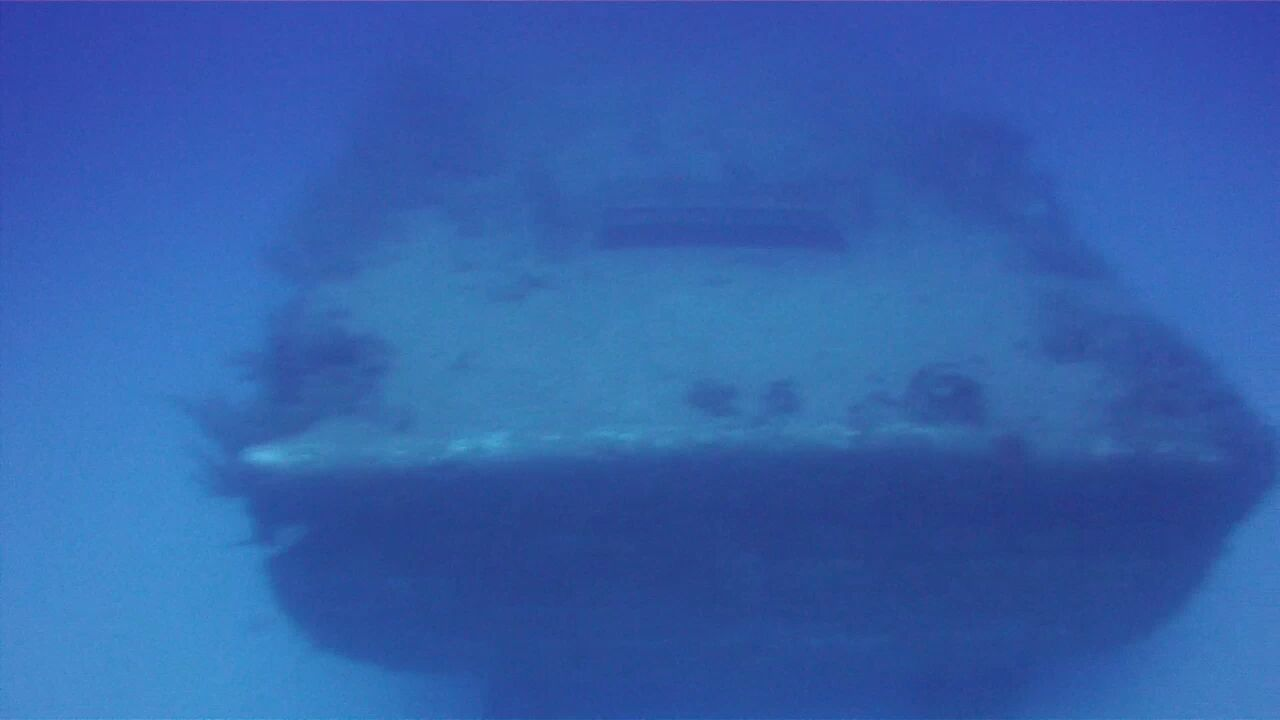
Le P29 repose sur un fond sableux aux abords de Cirkewwa

Sa construction a commencé le 8 octobre 1969, au chantier de Peene Werft à Wolgast. Lancé le 22 mai 1970, il fut mis en service le 19 septembre de la même année. C'était le dix-huitième exemplaire des navires de la classe Kondor I, et il fut baptisé Boltenhagen en référence à la ville du même nom près de Rostock. Il fut utilisé pour patrouiller le long de la frontière avec l'Allemagne de l'Ouest, ainsi que comme dragueur de mines.
Après la réunification de l'Allemagne, il fut désarmé comme la plupart des navires de la classe Kondor I. Il fut ensuite utilisé comme navire de patrouille des garde-côtes allemands. Il conserva le nom Boltenhagen  mais reçut l'indicatif  BG31. Son armement, son matériel radio et son équipement radar furent rénovés, et il fut repeint. Dernier exemplaire de la classe Kondor-1 encore en service chez les garde-côtes allemands, il fut désarmé le 30 juin 1996.
L'ancien dragueur de mines a ensuite été acheté par la marine maltaise le 24 juillet 1997 et il a reçu l'indicatif P29. Il y a rejoint ses homologues Ueckermünde et Pasewalk rebaptisés respectivement P30 et P31. Le P29 a été utilisé comme patrouilleur au sein de la flottille maritime des forces armées de Malte (AFM). Les anciens dragueurs de mines ayant été achetés désarmés, certains armements légers ont ensuite été rajoutés par l'AFM.
Le P29 a ensuite été utilisé dans des opérations de contrôle des frontières et de sécurisation de la côte maltaise contre la contrebande. En 2004, il est désarmé et racheté par l'Autorité du Tourisme de Malte en septembre 2005. Après sa dépollution, il est sabordé le 14 août 2007 au large du port de Ċirkewwa pour servir de récif artificiel et de site de plongée.
L'épave repose maintenant à une profondeur d'environ 35 mètres, mais toute la plongée peut être effectuée dans la zone des 25 mètres. Le point le plus élevé du mat se situe à seulement 18 mètres de la surface. Dans la mesure où l'épave est récente par rapport au  MV Rozi ou d'autres sites de l'archipel, la vie marine à l'intérieur et aux alentours n'y est pas encore très dense. Mais depuis son naufrage, anémones, calmars, grondins volants et raies ont déjà commencé à le coloniser.
Dennis O'Hare, un photographe sous-marin écossais expérimenté, a trouvé la mort lors d'une plongée sur cette épave en novembre 2010.
En 2013, le P29 a été classé parmi les «10 épaves les plus incroyables de la planète» par Amazing Beautiful World, sans que cette liste ait été contestée,.

## L'épave

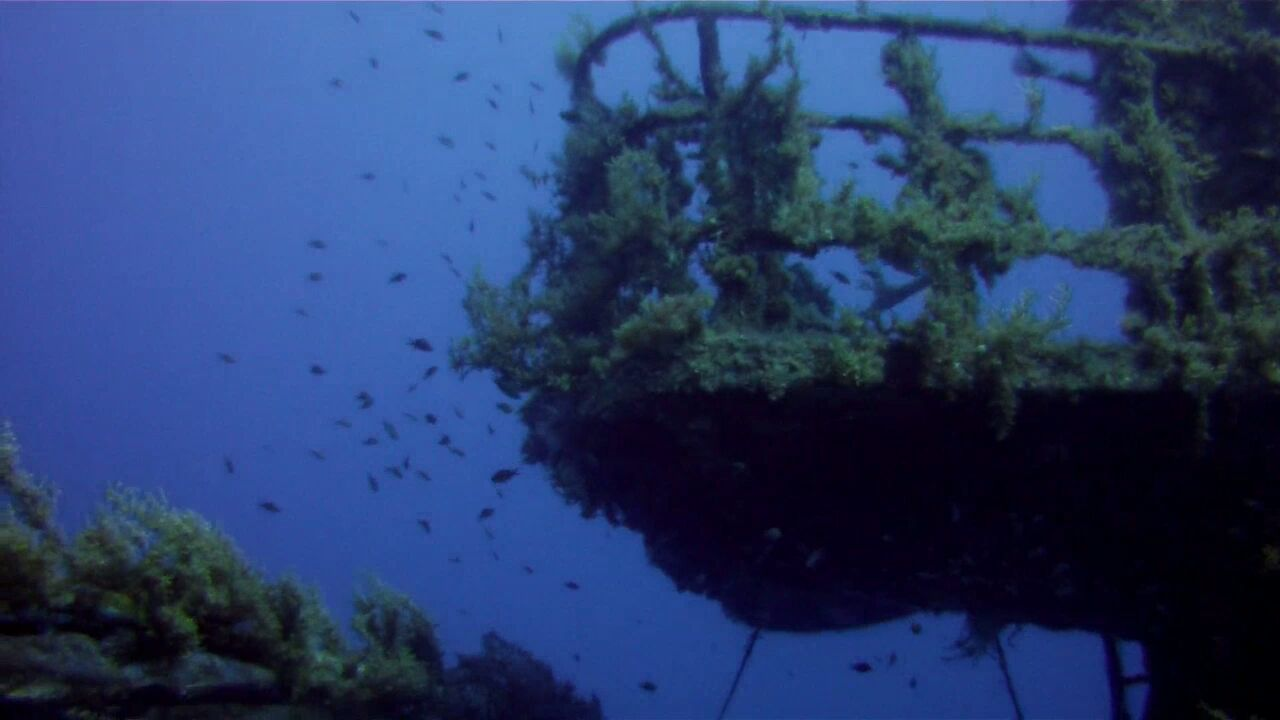
Le haut du mat avec la vigie à environ 20 mètres de la surface

L'épave est posée à plat sur un fond sableux à une profondeur de 36 mètres. On y accède en général par le parking réservé aux plongeurs, qui est situé juste à côté de l'embarcadère de Gozo Ferry à Cirkewwa. L'accès à la mer se fait par le point d'accès central, où on descend sur un plan incliné de quelques mètres équipé de rampes, qui permet un accès direct à l'eau par quelques marches taillées dans la roche. On arrive alors à une piscine profonde de moins d'un mètre où on peut finir de s'équiper. Celle-ci donne accès à un petit plateau d'une profondeur de deux à six mètres, où on peut s'immerger.
Il faut alors prendre le cap au 270°en suivant le récif jusqu'au bout, puis palmer environ cinq minutes à faible profondeur pour arriver sur l'épave par l'arrière. Une plaque commémorative pour Frank Pembridge, un vétéran de la plongée en scaphandre autonome sert de repère à mi-chemin de l'épave.
On peut alors remonter par la poupe jusqu'à la passerelle, qu'on peut traverser pour atteindre la proue qui a conservé sa mitrailleuse intacte. La plongée peut se terminer en remontant le long du mat de vigie, au milieu de bancs de poissons (sars, castagnoles), qui peuvent être très denses à cette profondeur.
Il ne faut pas non plus hésiter à s'écarter un peu pour avoir une vue générale de l'épave et rechercher de la vie sur le sable.

## Galerie

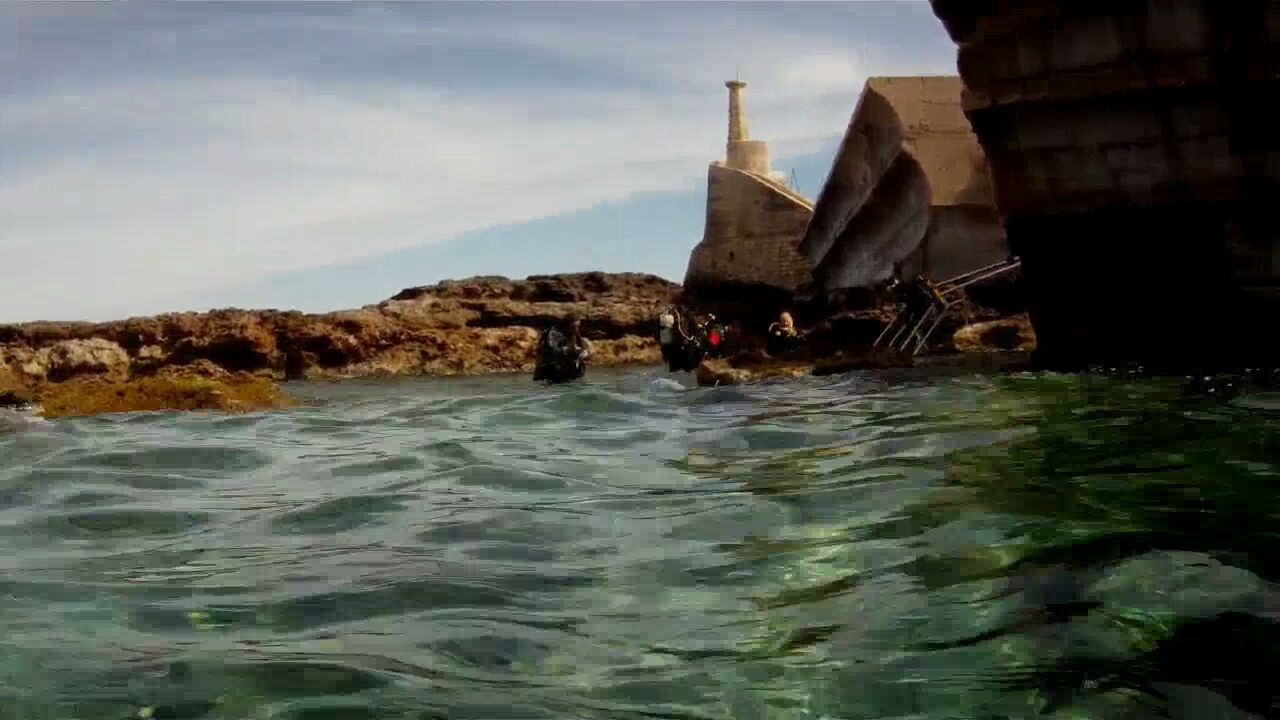
La mise à l'eau
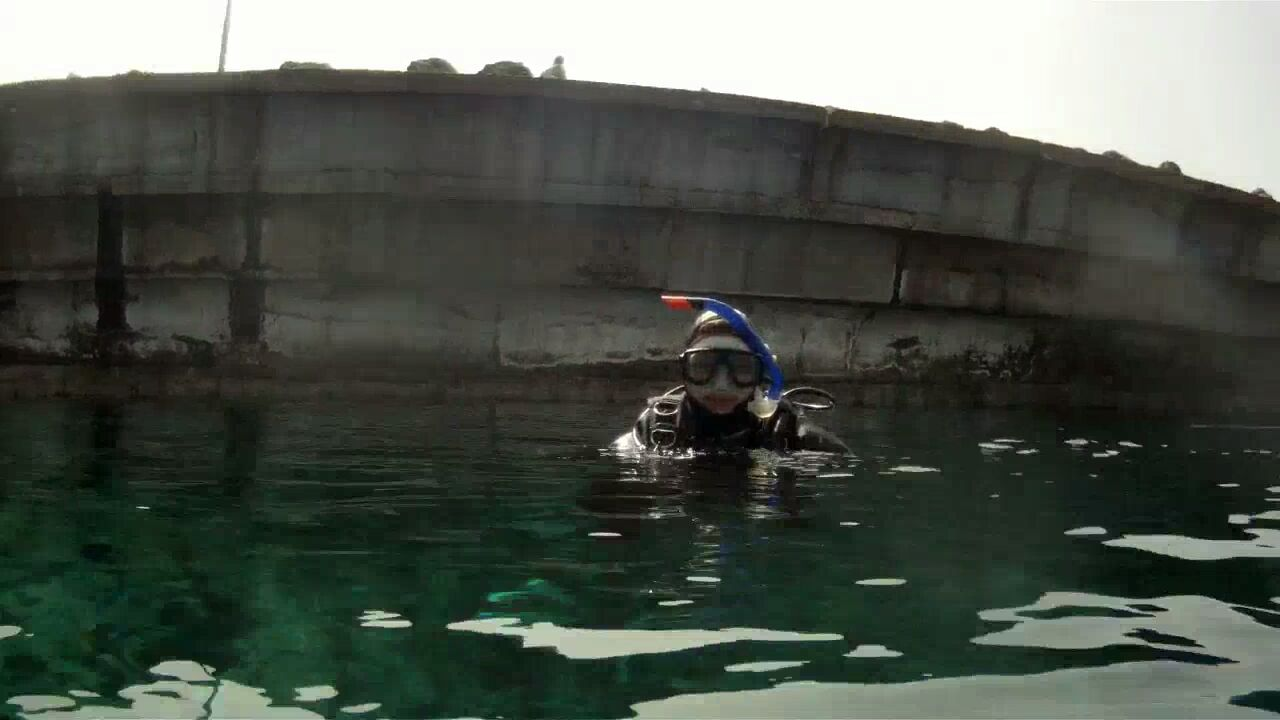
La zone d'immersion
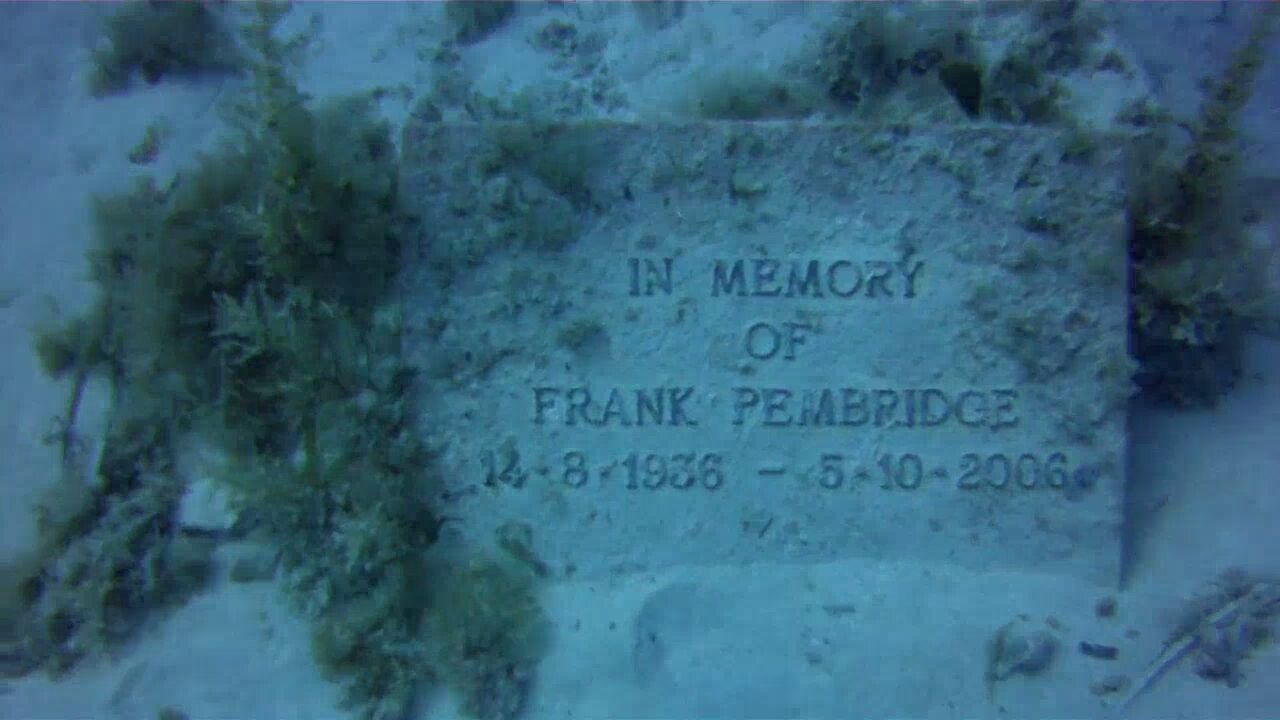
La plaque commémorative à mi-chemin
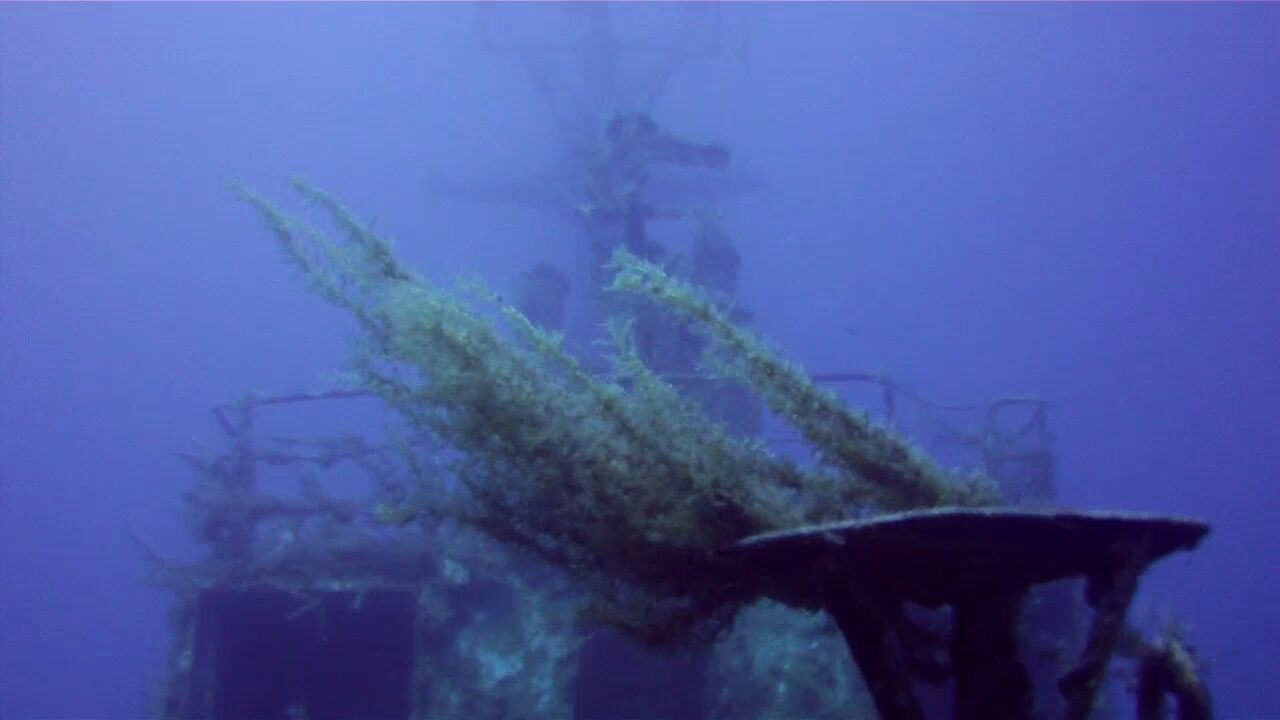
La passerelle vue de l'arrière
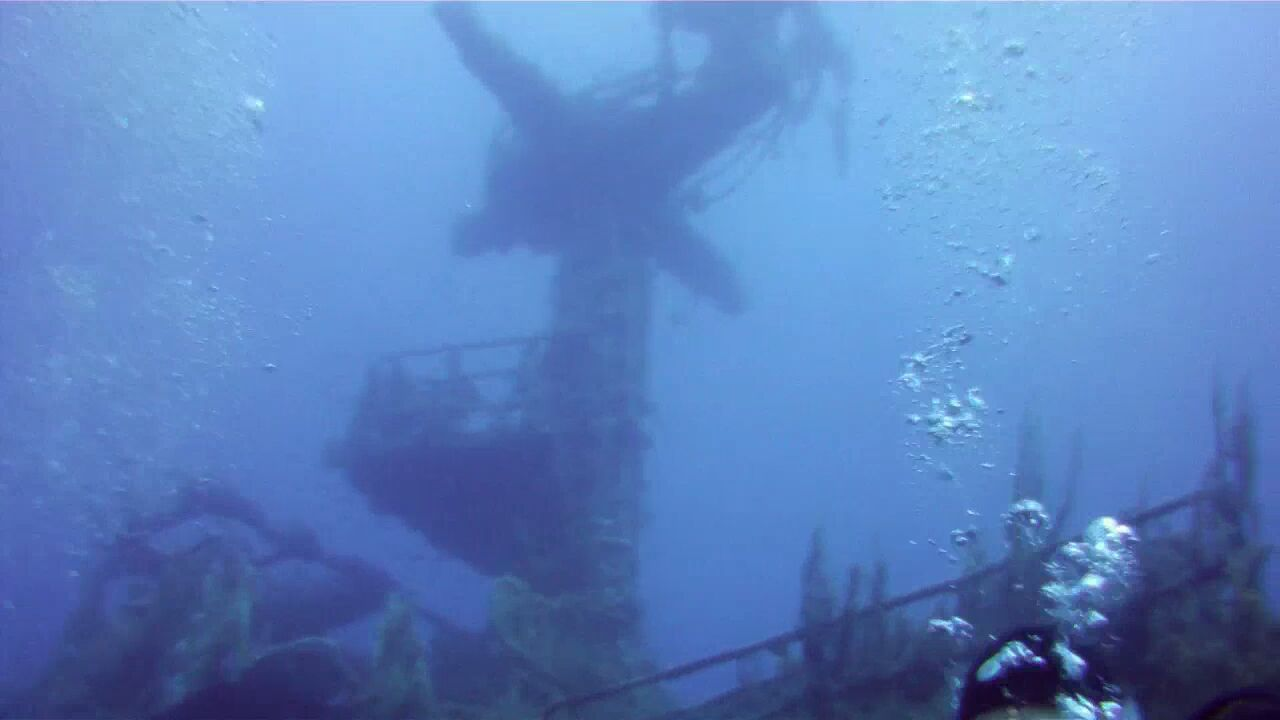
Le mat et la vigie vus de l'arrière
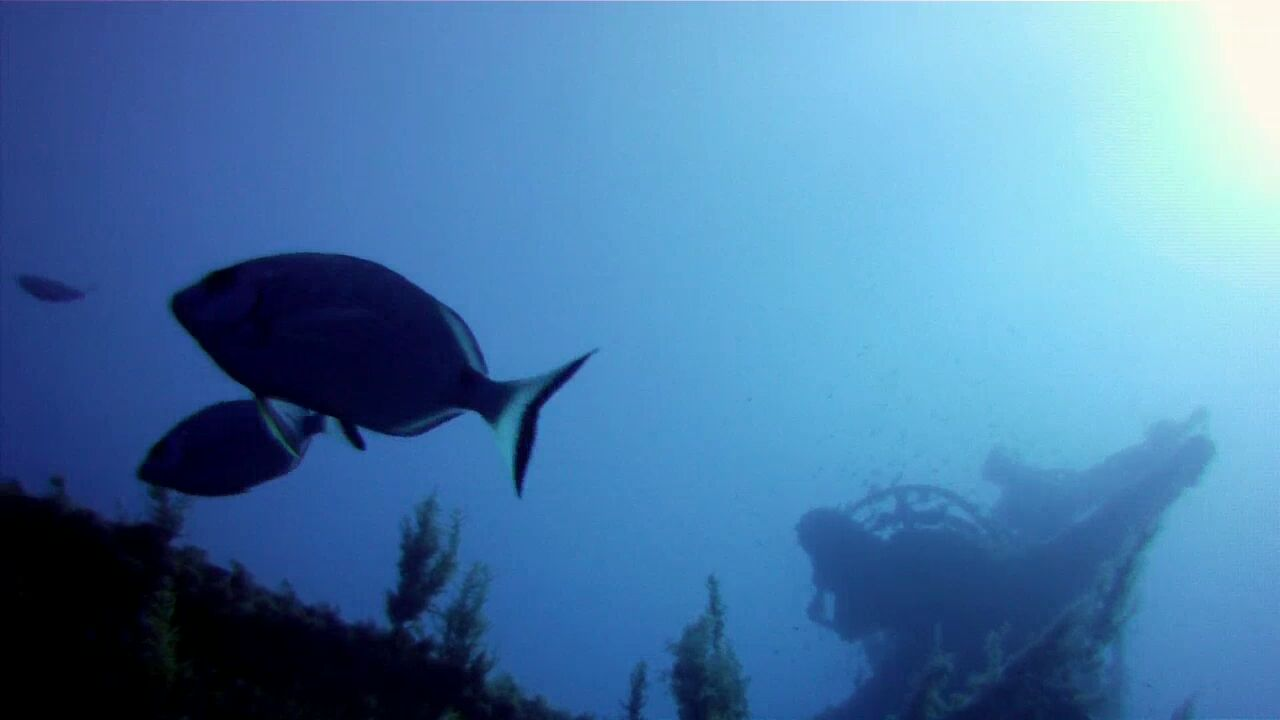
Le long de la coque à bâbord
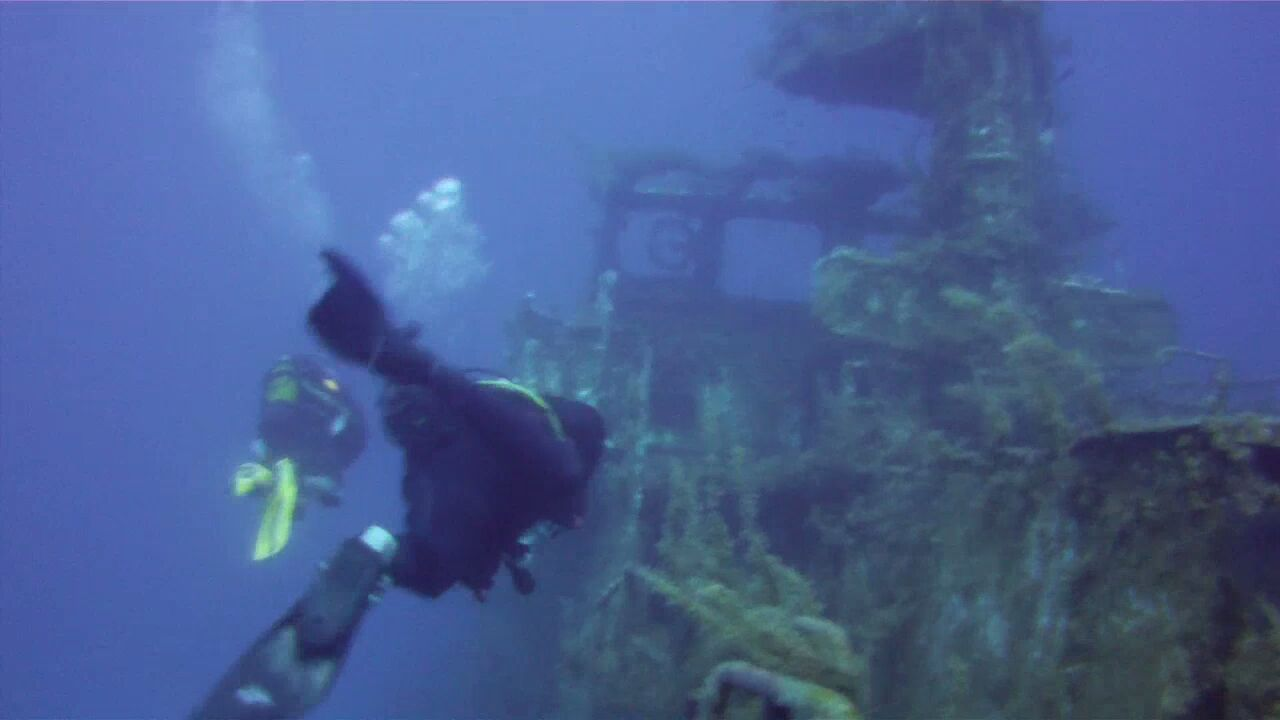
La passerelle vue de bâbord
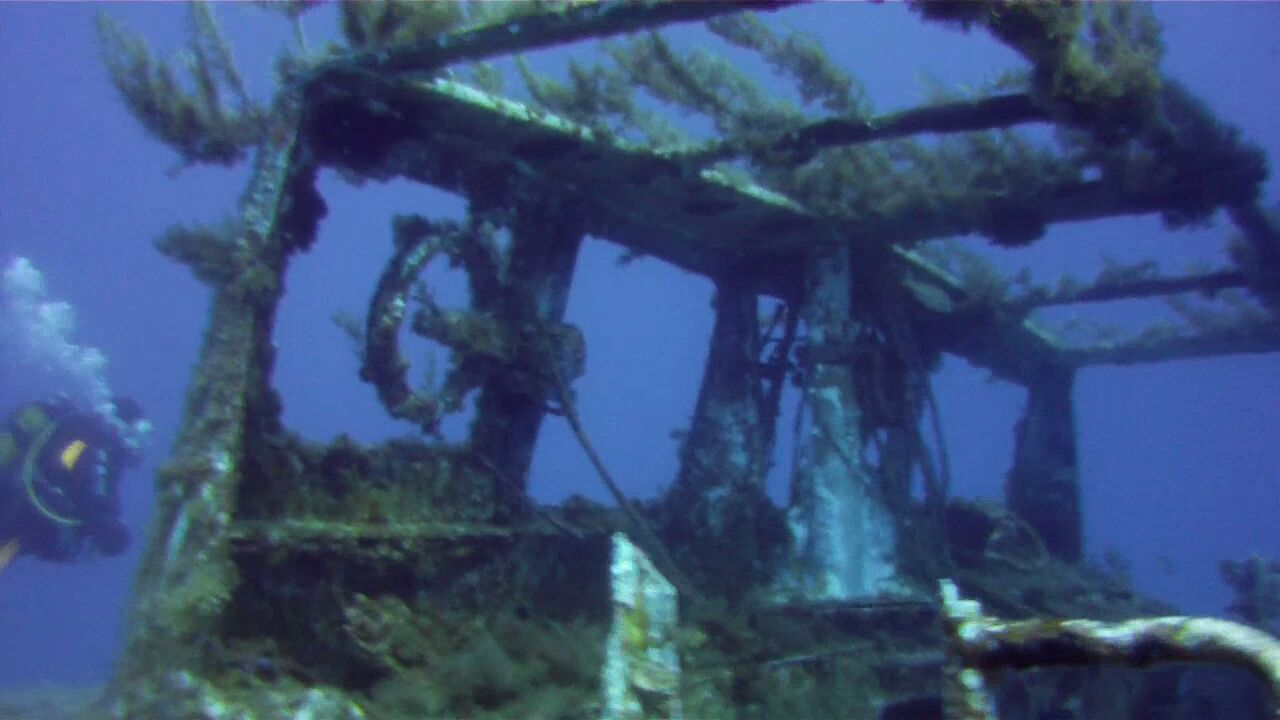
La passerelle
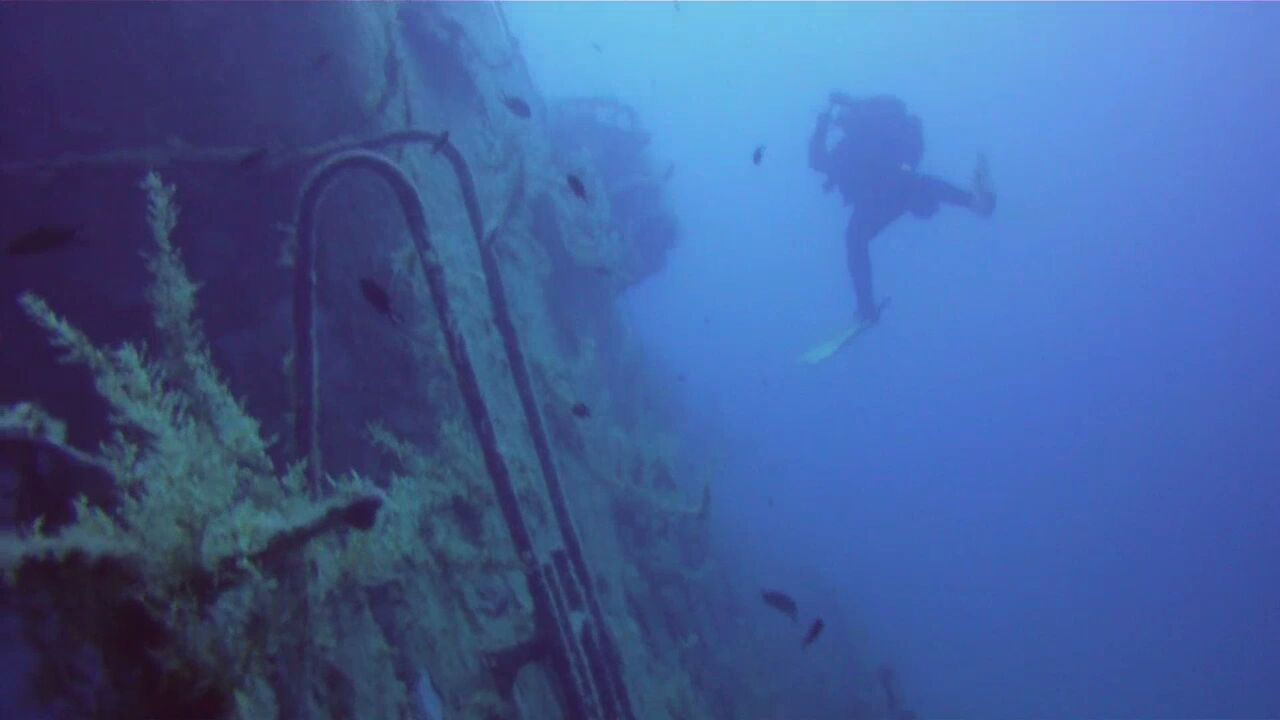
La coque côté tribord
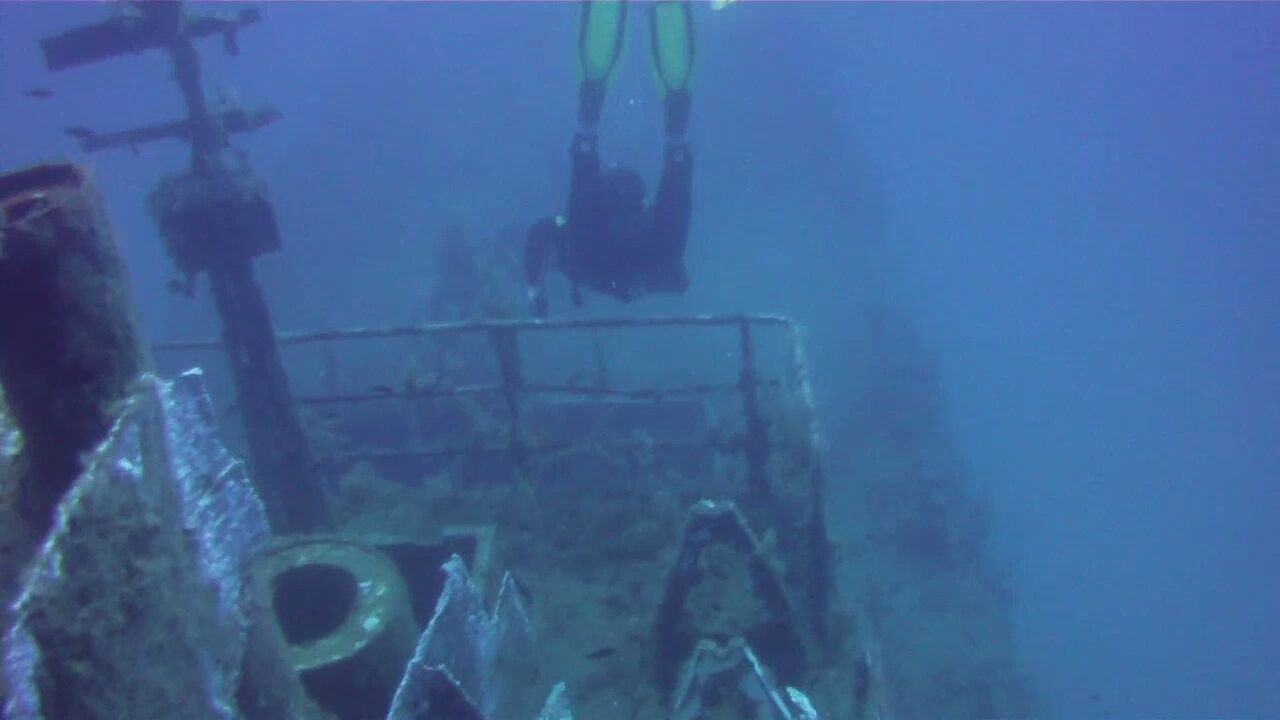
Descente sur la proue
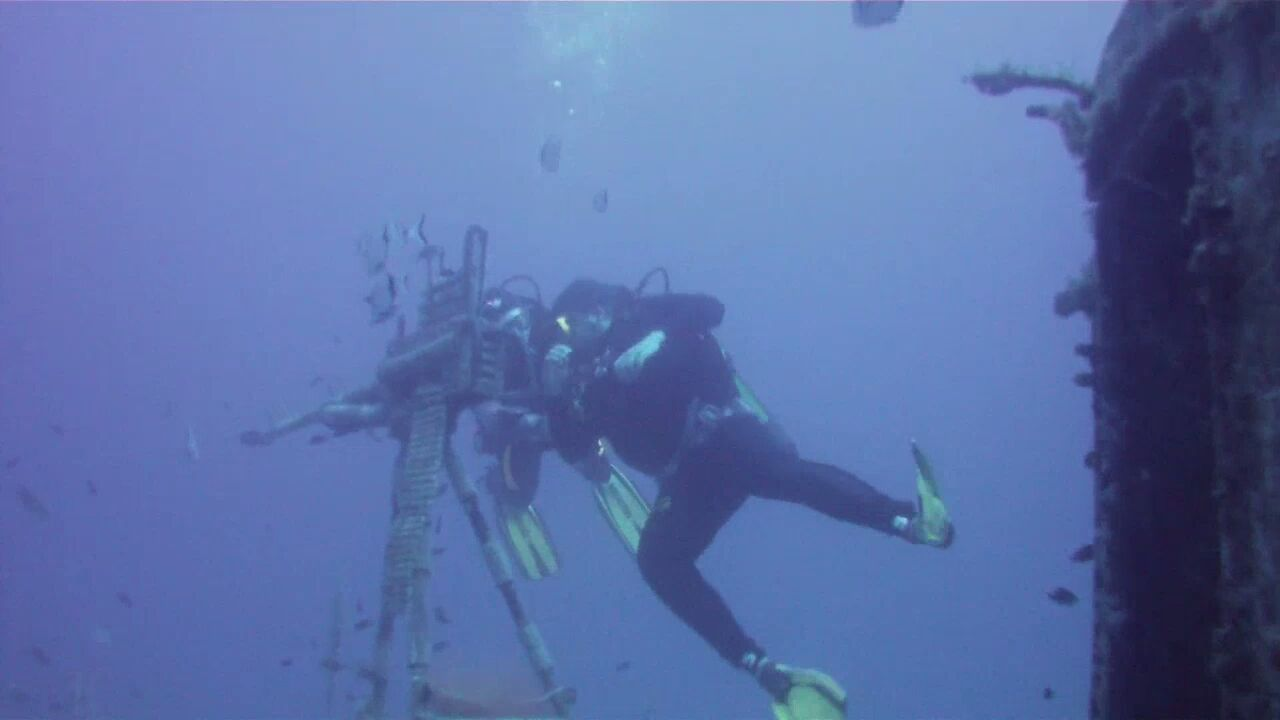
Deux plongeurs autour de la mitrailleuse
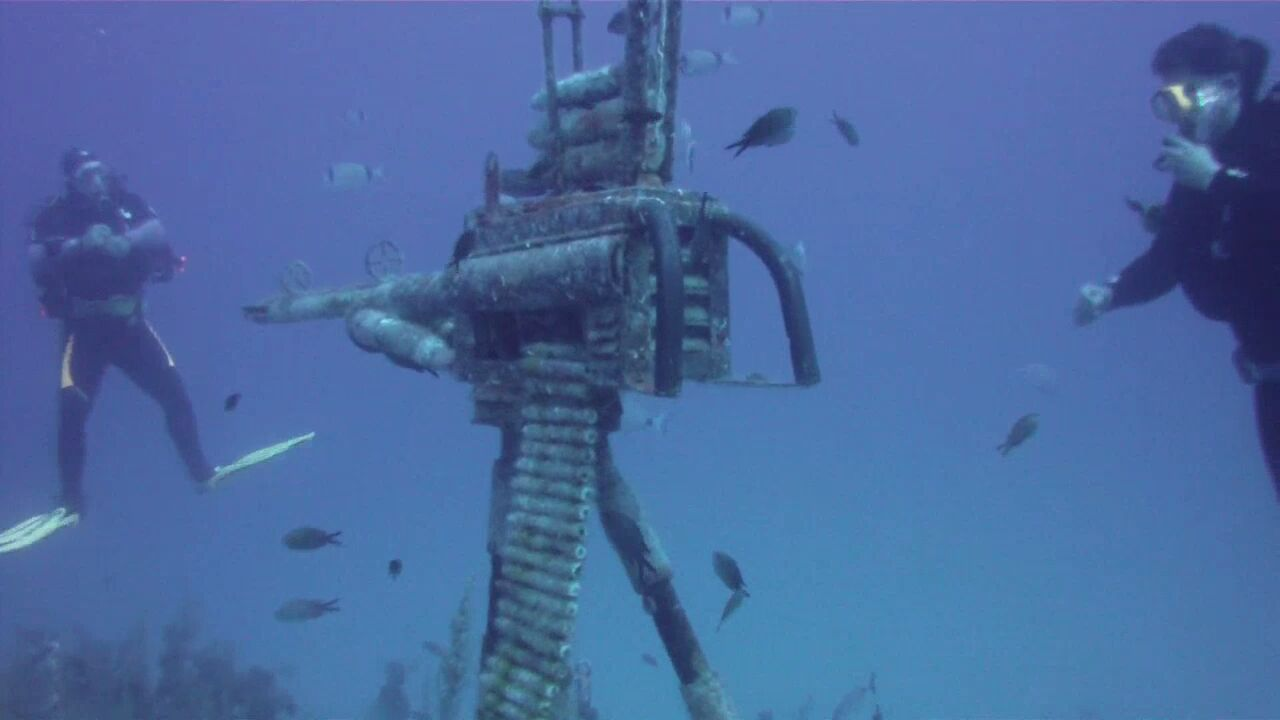
La mitrailleuse
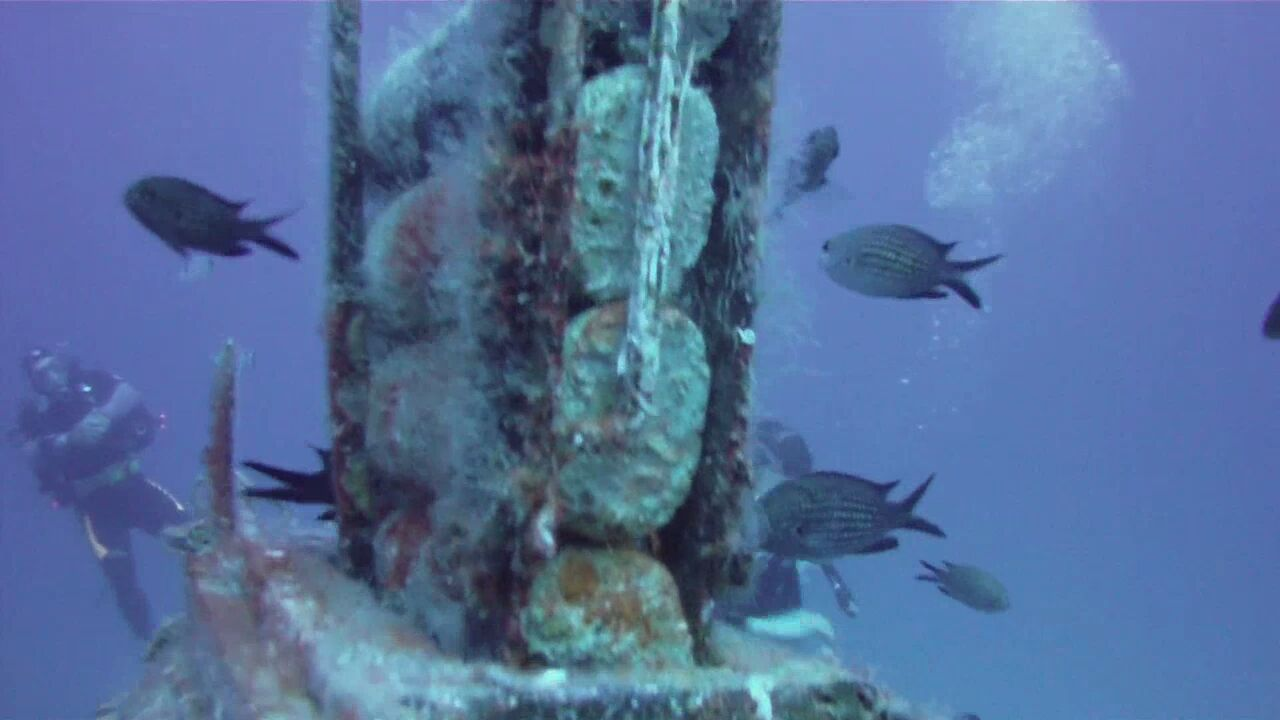
Le chargeur de la mitrailleuse
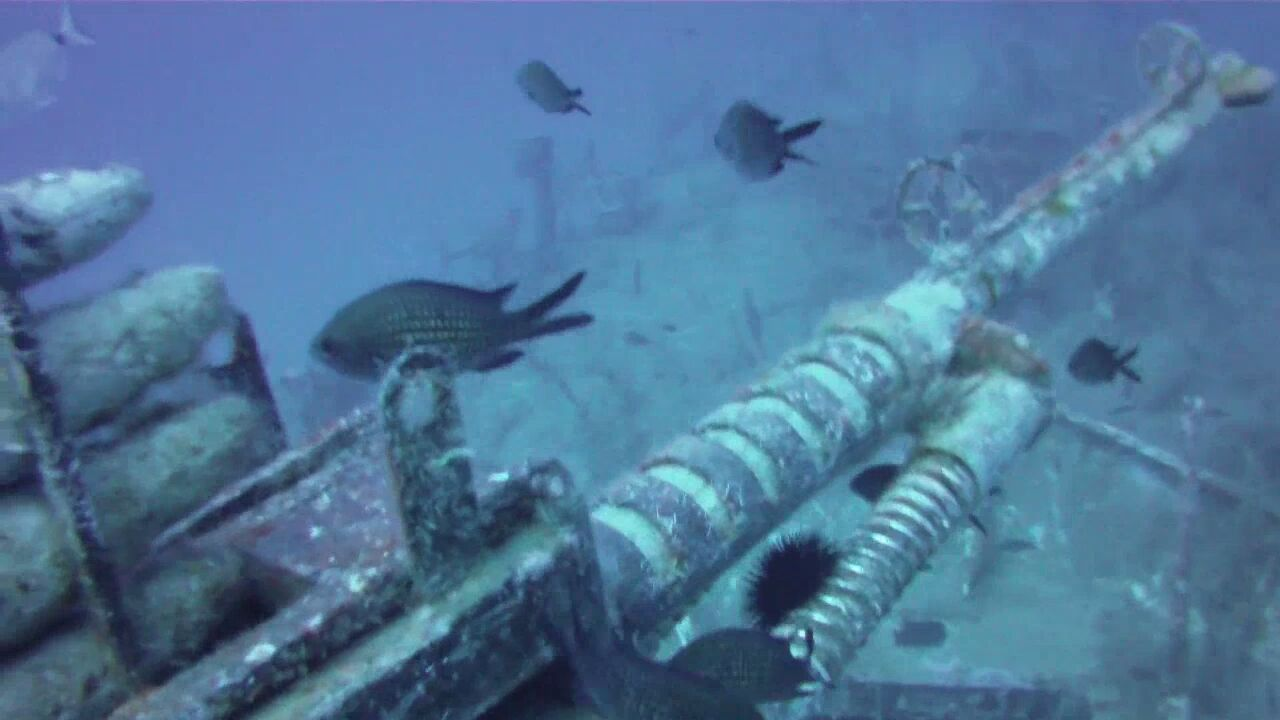
Le canon de la mitrailleuse
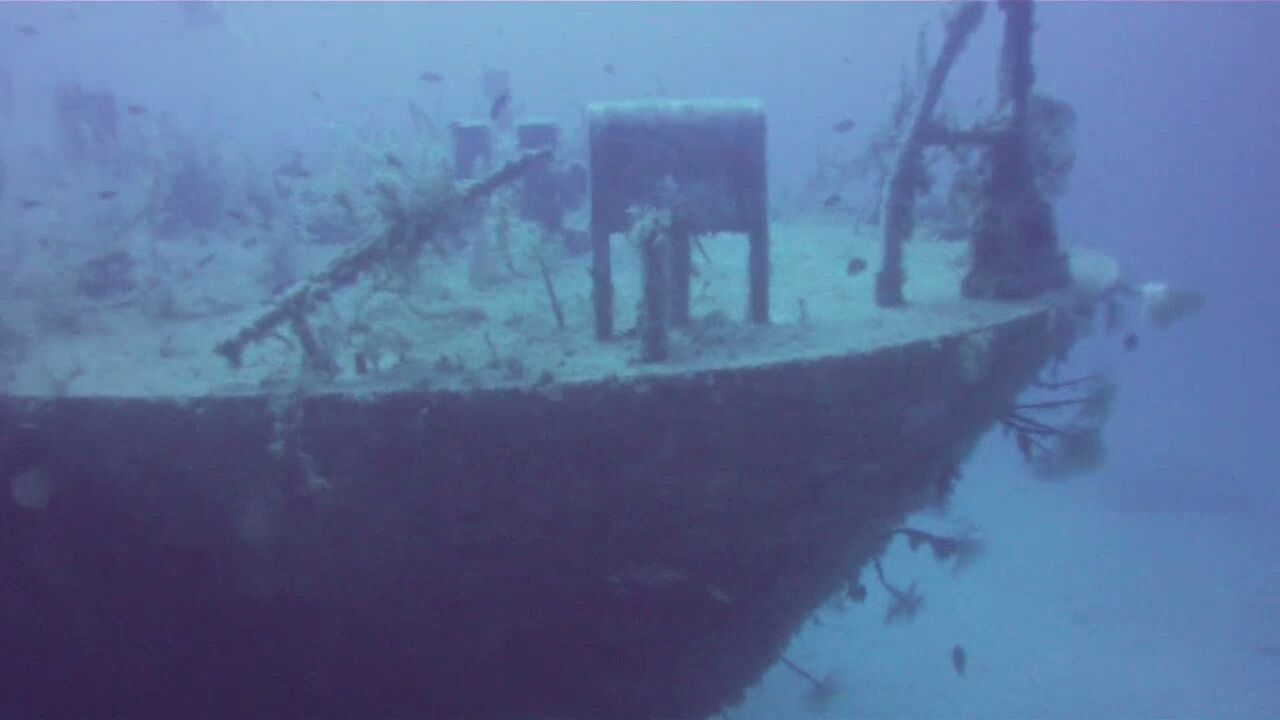
La proue
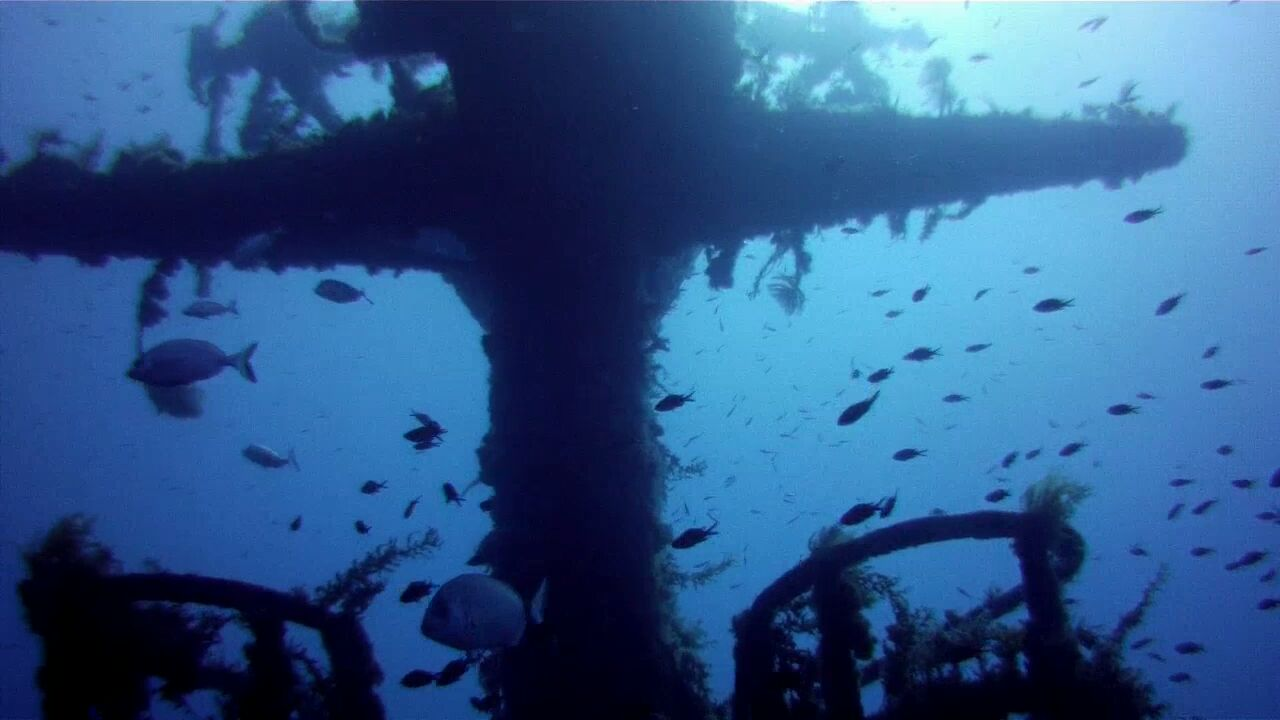
La vigie

## Vidéothèque
- « Plongée sur le Rozi et le P29 » (mai 2014)
- « Plongée sur le P29 » (mai 2014)
- « Plongée sur le P29 » (juin 2013)